# Зброя інків

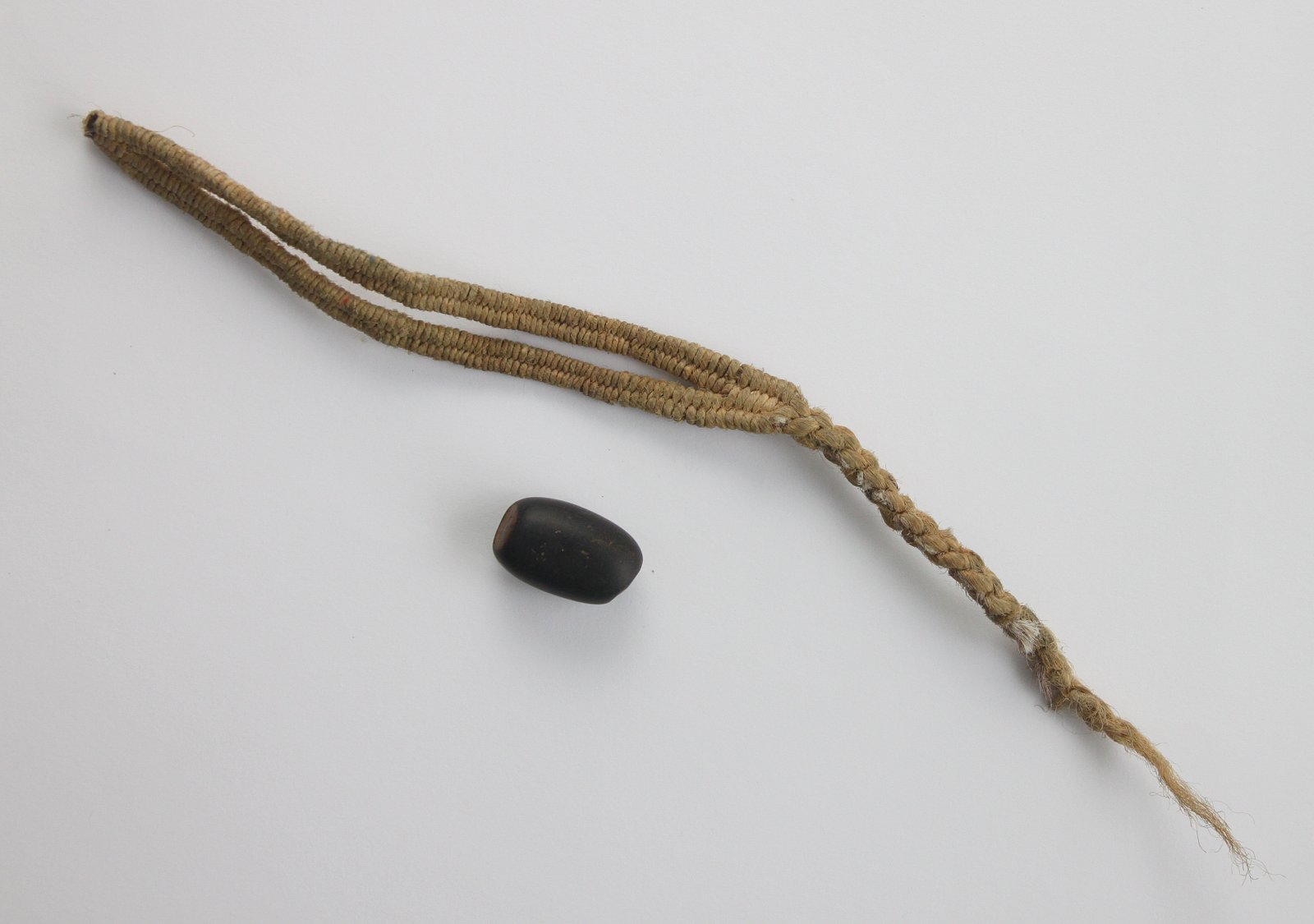
Праща інків

Зброя інків — численні види зброї наступального та оборонного характеру, що застосовувалися в армії імперії Тауантінсую. Інкам також була відома захисна амуніція.

## Атакувальна зброя
Військові частини тих чи інших айльу, а нерідко й цілі «армійські корпуси» окремих провінцій зазвичай спеціалізувалися на застосуванні того чи іншого виду зброї. З наступальної зброї солдати імперії використовували головним чином пращі (уарака), болеадорас (на кшталт ласо з каміннями або кулями), сокири (кунка чукуна) та палиці (макани) з кам'яним або металевим навершям, кидальні камені (мотузка, що на одному з кінців мала камінь), застосовувалися також списи та піки (сучук чукі) і меншою мірою — переважно у чоловіків з Чінчасую — луки зі стрілами. Потужною зброєю була пристосування для метання списів.
Інки робили свої пращі з вовни, шкіри, а іноді з волокон рослин. Вони використовувалися для метання каміння величиною з куряче яйце. Ця зброя відрізнялася великою точністю влучення. Камінь, кинутий з допомогою такої пращі, на невеликій відстані пробивав металеві шоломи іспанців.

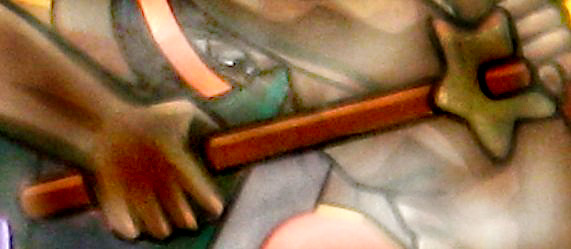
Макана

Для ближнього бою солдати використовували головним чином кийки-палиці — традиційну зброю всіх андських індіанських культур. Найпоширенішим видом кийка була так звана «макана», тобто палиця з кам'яною або металевою верхівкою у вигляді шестигранної зірки.
На кінці піки інків було металеве, загартоване у вогні вістря. Зазвичай піки були двометровими. Лук в армії інків застосовувався рідко. Загони лучників звичайно складалися з жителів східної частини імперії, що межує з джунглями Амазонки. Довжина лука доходила до 2,5 м. Лук вироблявся з дуже твердого місцевого дерева «мітуй» («чунта»).

## Захист
Вояки йшли на війну практично в тому одязі, в якому вони ходили у своїй громаді (айльу) в мирний час. На голові у них були шоломи зі шкіри або прутів (ума чуку), нерідко прикрашені різнобарвним плюмажем з пір'я птахів. На ноги надягали міцні сандалі, тіло захищали товсті стьобані куртки. Останні зазвичай використовували головні військовики.
Основним оборонною зброєю служив квадратний або круглий щит, обтягнутий шкірою оленя або тапіра. Щити інків мали цілком певне «гербове забарвлення», по якому можна було визначити, до якої групи військ належить даний вояк.
Серед захисних споруд, штурмових та допоміжних засобів були наступні: військові укріплення або огорожі; лігва, лежбища, схованки; траншеї; частоколи або огорожі з дерева; фортеці або форти; колективні щити величезного розміру для захисту сотні осіб, що використовувались для штурму фортець; драбини для штурму фортець; носилки для воєначальників або гамаки; намети або великі шатра; пастки, западні.